# Teritoriální obrana

Označení příslušníků Teritoriální obrany

Teritoriální obrana (srbochorvatsky Teritorijalna odbrana / Територијална одбрана, slovinsky Teritorialna obramba, makedonsky Територијална одбрана, zkratka: TO) byla vojenská organizace v SFRJ. Každá z šesti republik měla vlastní teritoriální obranu, která spolupracovala s JNA.
TO byly zřízeny po roce 1968 v rámci tzv. doktríny „generálního lidového odporu“, po pražském jaru a invazi vojsk Varšavské smlouvy do Československa. Během invaze do Československa totiž zavládlo v jugoslávských vojenských kruzích zděšení, neboť se zjistilo, že podobné akci by domácí vojsko nebylo schopné čelit a celá země by byla během několika dní úspěšně obsazena od východních hranic s Bulharskem až do Rijeky. Teritoriální obrana byla proto vybavena zcela odděleně od JNA; měla vlastní muniční sklady. a počítala s osvědčeným partyzánským způsobem boje. TO tvořily malé jednotky, které vznikaly v jednotlivých městech i závodech. Měly být připraveny na boj v domácím prostředí. Získávali starší děla, protivzdušnou techniku a vozidla od JNA.
TO spadaly pod jednotlivé svazové republiky (ty je také financovaly), což znamenalo, že v atmosféře rozpadající se Jugoslávie přelomu 80. a 90. let se začaly postupně transformovat z domobrany na plně aktivní národní armády, připravující se na konfrontaci s JNA. Federální vedení o tomto riziku vědělo a pokoušelo se muniční sklady jednotlivým TO, hlavně ve Slovinsku, zabavit a tím je tak odzbrojit. Původní TO se tak zúčastnily bojů nejprve ve Slovinsku (celkem 20 000 lidí), později v Chorvatsku (ZNG) a Bosně a Hercegovině (ArBiH). Zprvu však nebyly v konfliktech velmi úspěšné, neboť proti dobře vybavené federální armádě disponovaly jen malým arzenálem. To se měnilo ale v prvních fázích války; například do Chorvatska byly těsně před vypuknutím bojů pašovány zásoby zbraní přes Maďarsko.